# Sandgrube Gertenstock

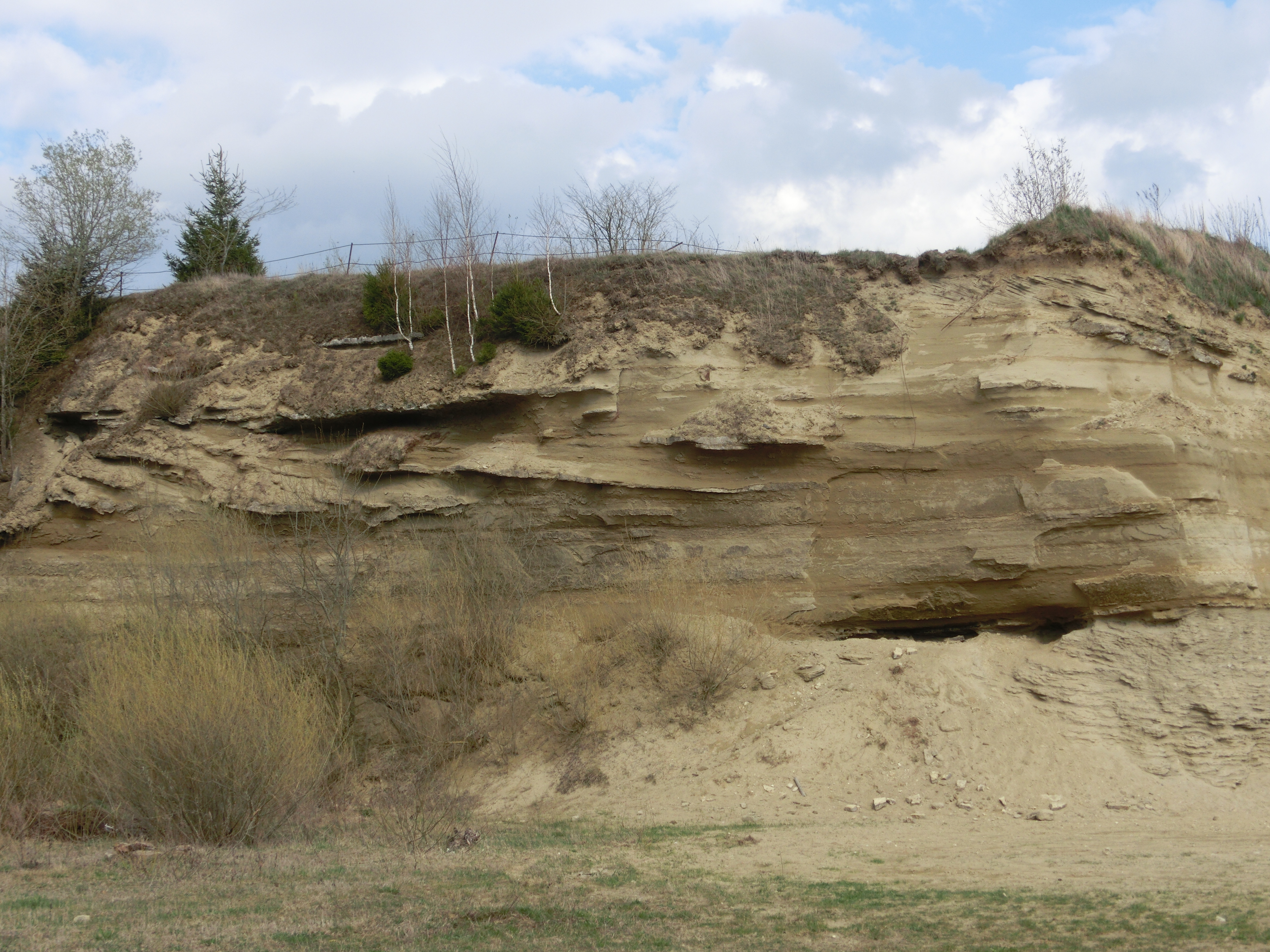
Blick in den Bereich des ehemaligen Abbaus

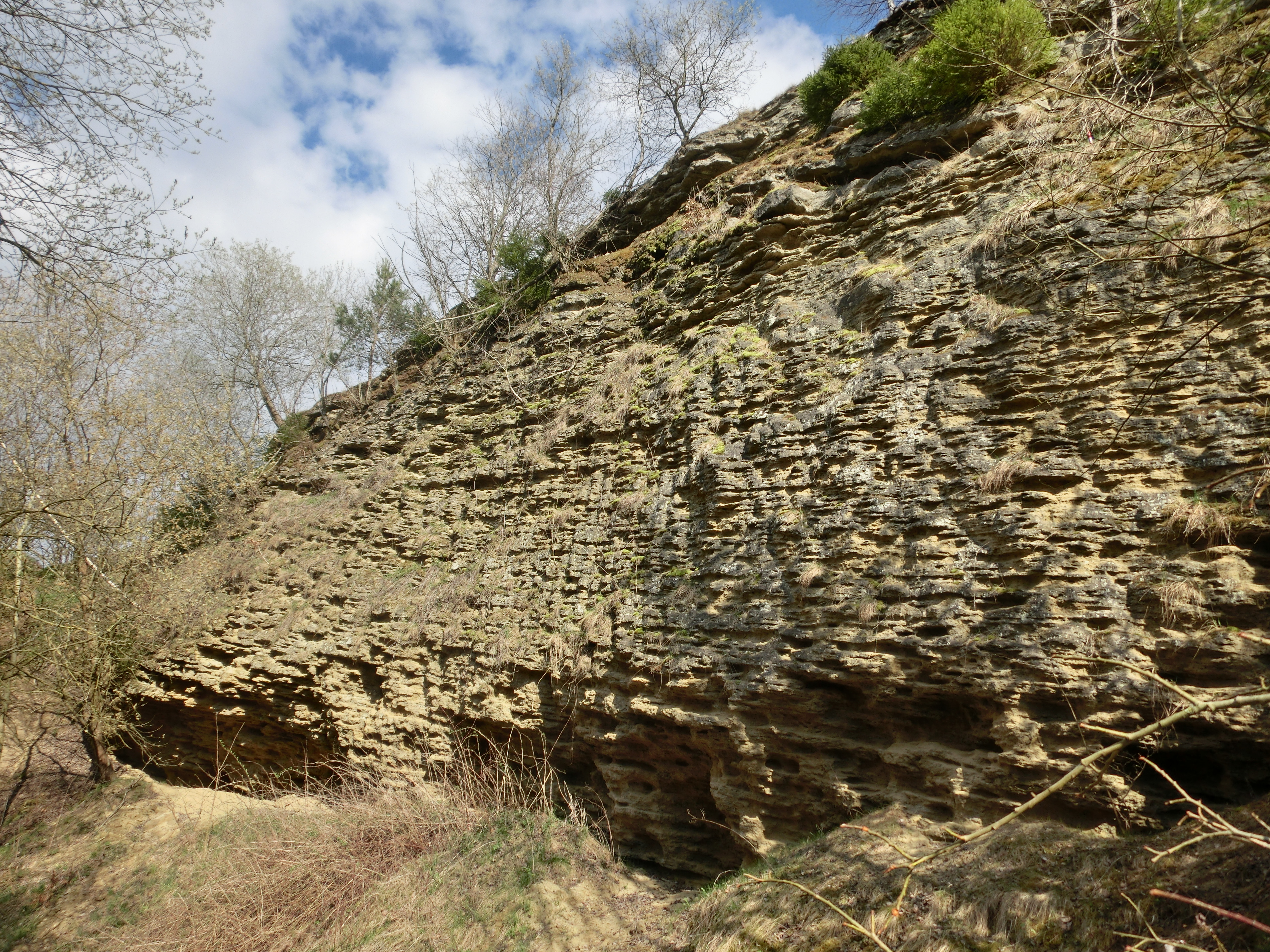

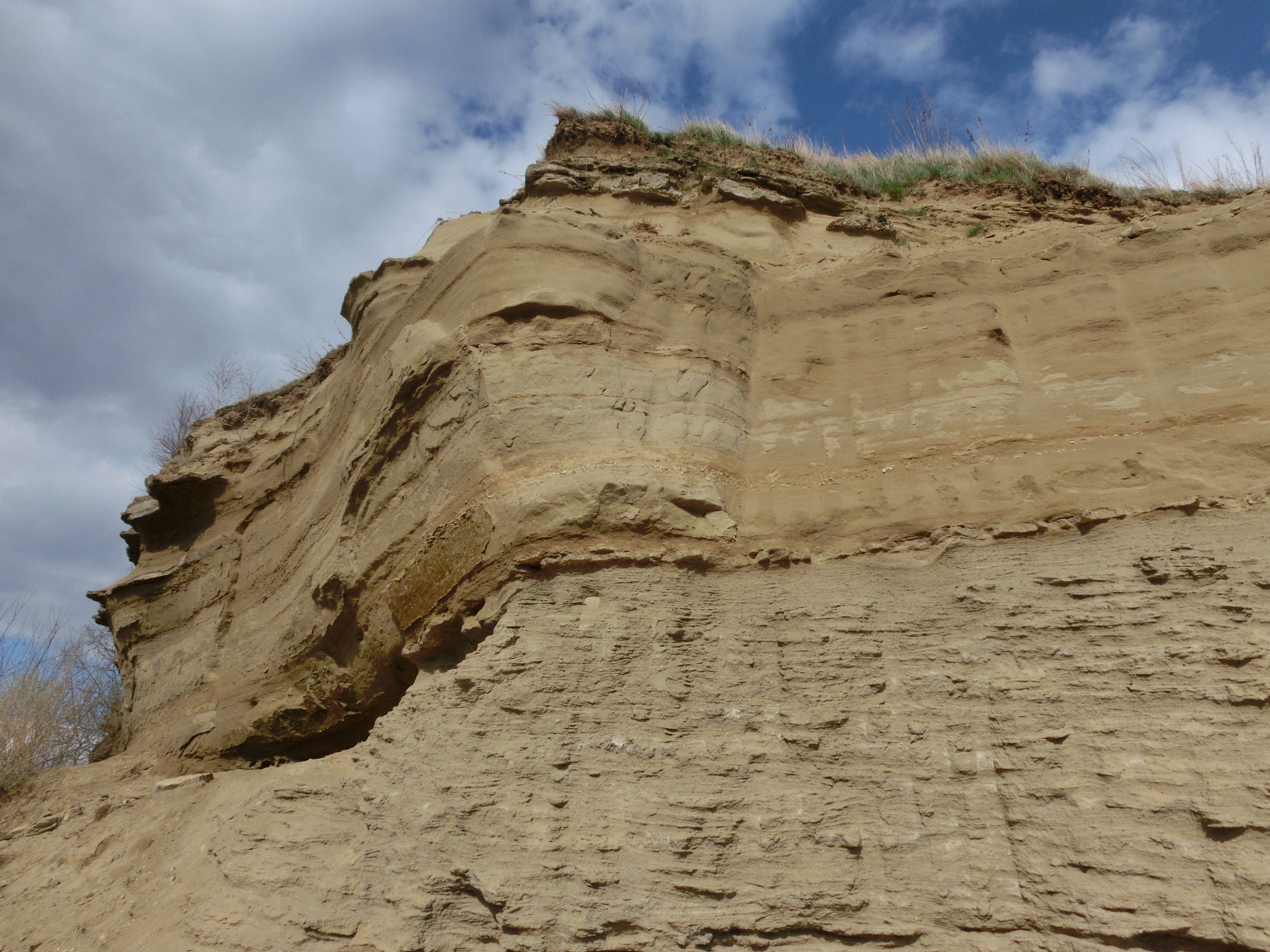

Die Sandgrube Gertenstock, auch Sandgrube Ursendorf, ist ein Geotop und ein seit dem 13. Januar 1939 ausgewiesenes, flächenhaftes Naturdenkmal in der Gemeinde Hohentengen im baden-württembergischen Landkreis Sigmaringen in Deutschland.

## Lage
Das 1,2278 Hektar große Gebiet mit der Schutzgebietsnummer 84370530007 gehört zum Naturraum Donau-Ablach-Platten. Es liegt auf der Gemarkung Ursendorf, rund zweieinhalb Kilometer südwestlich der Hohentengener Ortsmitte, am südlichen Rand des Ostrachtals und auf einer Höhe von durchschnittlich 585 m ü. NHN.

## Beschreibung
Der als Naturdenkmal ausgewiesene Bereich ist der aufgelassene Teil eines großen Sandabbaus mit einer etwa 10 m × 150 m großen, senkrechten Profilwand der Oberen Meeresmolasse (Miozän bzw. unteres Burdigalium von vor rund 20 Mio. Jahren). Ihre Schichtfolgen und besonderen Sedimentgefüge mit fein- und mittelkörnigen, kaum verfestigten Sanden enthalten Fossilien wie Haizähne, Schnecken und Muscheln.
Das unter Schutz gestellte Areal bietet der Flora und Fauna einen hemixerothermen (von altgr. ἥμι hemi „halb“, ξηρός xerós „dürr, trocken“ und θερμός thermós „warm“) Lebensraum. Im südlichen Bereich, dort, wo noch Sand abgebaut wird, hat sich eine Kolonie Uferschwalben eingenistet.
Unter dem Namen Aufgelassene Sandgrube Gertenstock ca. 1100 m NW von Ursendorf ist die Sandgrube auch als Geotop geschützt.